# Panicum latifolium
Panicum latifolium är en gräsart som beskrevs av Carl von Linné. Panicum latifolium ingår i släktet vipphirser, och familjen gräs. Inga underarter finns listade i Catalogue of Life.

## Bildgalleri

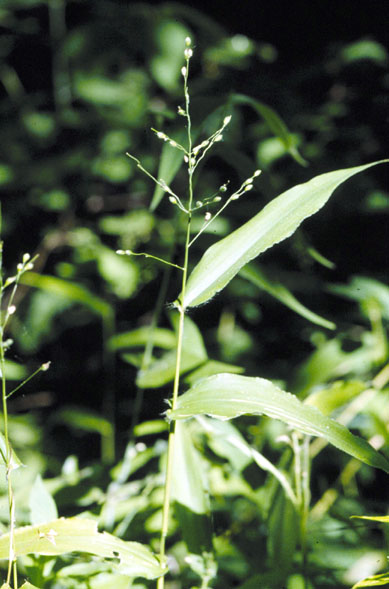